# Pilea digitata
Pilea digitata es una especie de planta del género Pilea, perteneciente a la familia Urticaceae.

## Taxonomía
Pilea digitata fue descrita por A. K. Monro en 2001.

## Distribución
Se encuentra en el territorio de Panamá.